# Manuel Karasek
Manuel Karasek (Stoccarda, 18 settembre 1967) è uno scrittore e giornalista tedesco.

## Biografia
Karasek è il secondo figlio maggiore di Hellmuth Karasek e della sua prima moglie Marvela Ines Mejia-Perez. Ha tre fratelli: il fratello maggiore Daniel, il fratellastro minore Nikolas e la sorellastra minore Laura. È cresciuto a Stoccarda, Amburgo e Caracas. Nel 1988 si è diplomato alla Jahn Comprehensive School di Amburgo. Dal 1990 al 1995 ha studiato lingue ibero-romanze a Bonn. La sua raccolta di racconti El Tigre è stata pubblicata nel 1995. Da allora ha svolto diverse attività giornalistiche.
Manuel Karasek vive a Berlino dal 2000.
Nel 2017 ha pubblicato il romanzo Mirabels Entscheidung.

## Premi
- Premio della Jürgen Ponto Stiftung della Dresdner Bank per "El Tigre", 1999
- Borsa di studio "Schloß Solitude" dallo stato del Baden-Württemberg, 1998
- Borsa di studio del Literarischen Colloquiums Berlin, 1999

## Opere
- El Tigre. Erzählungen. Edition Isele, Eggingen 1995, ISBN 386142049X.
- Mirabels Entscheidung. Roman. Verbrecher Verlag, Berlin 2017, ISBN 978-3-95732-193-0.